# 골 때리는 외박
《골 때리는 외박》은 SBS에서 2022년 5월 4일부터 2022년 7월 27일까지 방영한 예능프로그램이다.

## 기획의도
휴식이 간절한 스타들을 위한 오감만족 '골 땟때리게' 웃게 힐링 여행 프로그램

## 진행자
- 이수근
- 이진호
- 규현